# ویلیام دو پواتیه
ویلیام پواتیه (فرانسوی:Guillaume de Poitiers) - (زادهٔ ۱۰۲۰ – درگذشتهٔ ۱۰۹۰ میلادی) یک تاریخنگار و کشیش فرانسوی ساکن نورماندی بوده‌است. وی به عنوان دین‌یار (قاضی عسگر) در خدمت ویلیام، دوک نورماندی بوده و کتابی با عنوان کارنامه ویلیام ، دوک نورماندی و پادشاه انگلستان (به لاتین: Gesta VVillelmi ducis Normannorum et regis Anglorum) در زمینه تاریخ نورمان‌ها در هنگام فتح انگلستان به‌دست ویلیام را نگاشته‌است. او پیش از اینکه آموزه‌های دینی را فرا بگیرد به آموزش فنون جنگی پرداخته بود. کتاب وی مطالب سودمندی در ارتباط با نبرد هیستینگز، جامعه نورمان‌ها، ساکسون‌ها و ادبیات سده‌های میانه را دربر دارد.